# Дубровка (Бронницкое сельское поселение)
Ду́бровка — деревня в Новгородском районе Новгородской области, входит в состав Бронницкого сельского поселения.

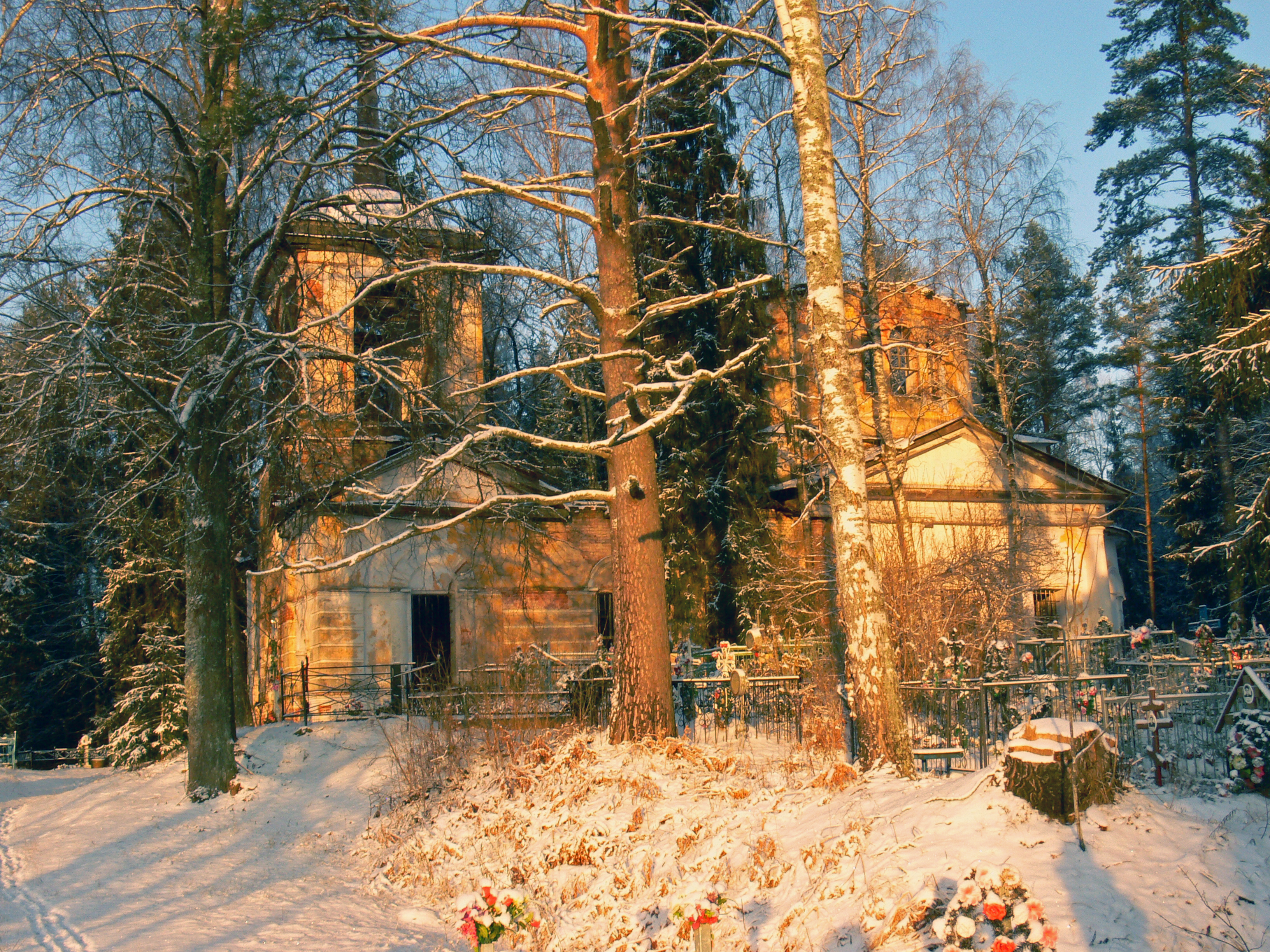
Деревенская церковь и кладбище

Расположена на левом берегу реки Мста. Ближайшие населённые пункты: деревни Локоток (1 км), Частова (в 10 км выше по течению), Любитово (в 6 км ниже по течению).
В деревне есть каменная церковь Покрова Пресвятой Богородицы с колокольней — памятник архитектуры XIX века. В настоящее время находится в полуразрушенном состоянии.
В июне 2010 года на средства и силами жителей деревни рядом с церковью была построена деревянная часовня.
До 3 декабря 1953 года деревня носила название Самокража. Коренные жители используют его до сих пор.